# Макивер, Чарльз Рональд
Чарльз Рональд Мак-Ивер (англ. Charles Ronald MacIver; 26 октября 1890, Бромборо, Мерсисайд — 25 апреля 1981) — британский яхтсмен, серебряный призёр летних Олимпийских игр 1908. Иногда встречается под именем Сесиль Мак-Ивер (англ. Cecil).
На Играх 1908 в Лондоне Мак-Ивер соревновался в классе 12 м. Его команда дважды приходила к финишу второй, заняв в итоге второе место. В команде участвовал также его отец — Чарльз Макивер.